# Аборты в Кирибати
Аборты в Кирибати являются легальными лишь в том случае, когда аборт спасает жизнь матери. Если аборт в Кирибати делают женщине по какой-либо иной причине, то нарушительнице грозит десять лет тюремного заключения. Если женщина проводит самостоятельный (подпольный) аборт, она может быть приговорена к пожизненному заключению.